# Roschdy Zem

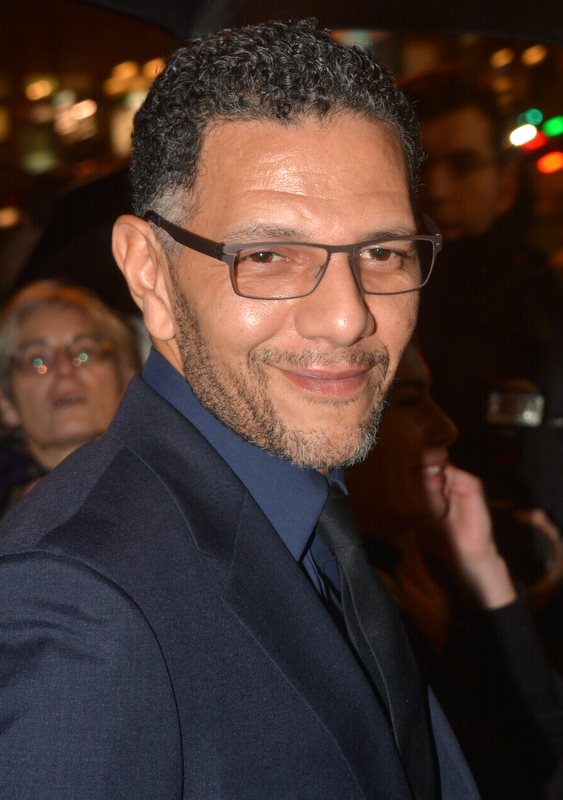
Roschdy Zem (2017)

Roschdy Zem (* 28. September 1965 in Gennevilliers, Frankreich; eigentlich Roschdi Zamzem) ist ein französischer Schauspieler, Regisseur und Drehbuchautor.

## Leben
Roschdy Zem wurde 1965 in Gennevilliers als Sohn marokkanischer Einwanderer geboren. Als Kind verbrachte er viele Sommerferien bei Pflegeeltern in Belgien, während seine Eltern in Marokko Urlaub machten, jedoch Zem und seine vier Geschwister nicht mitnehmen konnten. Neben Französisch und Arabisch spricht er seither auch Flämisch. Er ließ sich zum Schauspieler ausbilden und trat 1987 in Die Strich-Academy unter der Regie von Josiane Balasko erstmals in einem Film auf. 1991 gab ihm Regisseur André Téchiné eine Rolle in seinem Film Ich küsse nicht, in dem Philippe Noiret und Emmanuelle Béart die Hauptrollen spielten. Zwei Jahre später war er auch in Téchinés Meine liebste Jahreszeit (1993) neben Catherine Deneuve und Daniel Auteuil zu sehen. 1998 folgte eine weitere Zusammenarbeit mit Téchiné für den Film Alice & Martin mit Juliette Binoche. Zumeist spielt Zem in seinen Filmen Einwanderer marokkanischer oder algerischer Herkunft. So auch in dem Filmdrama Change moi ma vie, wo er neben Fanny Ardant die Rolle eines algerischen Transvestiten bekleidete.
Im Jahr 2000 erhielt Zem für seinen Auftritt neben Vincent Lindon in Alles für die Firma seine erste Nominierung für den César in der Kategorie Bester Nebendarsteller. 2006 gewann er als Teil des männlichen Ensembles in Tage des Ruhms, einem Kriegsfilm über nordafrikanische Soldaten während des Zweiten Weltkriegs, den Preis in der Kategorie Bester Darsteller bei den 59. Internationalen Filmfestspielen von Cannes. Noch im selben Jahr folgte sein Regiedebüt Keine Lüge ohne dich, in dem er neben Cécile de France auch die männliche Hauptrolle übernahm. Für die von einer Beziehung zwischen einer Jüdin und einem Araber handelnde Filmkomödie erhielt er in der Kategorie Bestes Erstlingswerk eine Nominierung für den César. Weitere von ihm inszenierte Filme folgten, darunter das Filmdrama Omar – Ein Justizskandal (2011) und die Filmbiografie Monsieur Chocolat (2016). Für seine Darstellung in dem Kriminalfilm Im Schatten von Roubaix wurde Zem 2020 mit dem César in der Kategorie Bester Hauptdarsteller ausgezeichnet. Ein Jahr später wurde er als Präsident der 46. César-Verleihung ausgewählt.
Im Jahr 2022 erhielt Zem für seine sechste Regiearbeit Les miens seine erste Einladung in den Wettbewerb der Internationalen Filmfestspiele von Venedig.
Mit einer jüdischstämmigen Psychologin, mit der er ab Mitte der 1990er Jahre verheiratet war, hat Zem eine Tochter und einen Sohn.

## Filmografie (Auswahl)
Als Darsteller
- 1987: Die Strich-Academy (Les keufs)
- 1991: Ich küsse nicht (J’embrasse pas)
- 1992: Wer ist jetzt der Boß (Sup de fric)
- 1993: Meine liebste Jahreszeit (Ma saison préférée)
- 1994: Police Secrets (Fernsehserie, eine Folge)
- 1995: Vergiß nicht, daß du sterben mußt (N’oublie pas que tu vas mourir)
- 1996: Lola im Technoland (Clubbed to Death (Lola))
- 1997: Die Jagd nach dem tanzenden Gott (La divine poursuite)
- 1998: Wer mich liebt, nimmt den Zug (Ceux qui m’aiment prendront le train)
- 1998: Zu verkaufen (À vendre)
- 1998: Vivre au paradis
- 1998: Die Ehre meiner Familie (L’honneur de ma famille) (Fernsehfilm)
- 1998: Alice & Martin (Alice et Martin)
- 1999: Alles für die Firma (Ma petite entreprise)
- 2000: Die Sache mit dem Sex & der Liebe (La parenthèse enchantée)
- 2001: Little Senegal
- 2001: Betty Fisher et autres histoires
- 2001: Meine Frau, die Schauspielerin (Ma femme est une actrice)
- 2001: Change moi ma vie
- 2002: Merci Docteur Rey
- 2003: Monsieur N.
- 2003: Les clefs de bagnole
- 2004: 36 tödliche Rivalen (36 Quai des Orfèvres)
- 2005: Geh und lebe (Va, vis et deviens)
- 2005: Eine fatale Entscheidung (Le petit lieutenant)
- 2006: Tage des Ruhms (Indigènes)
- 2006: La californie
- 2006: Keine Lüge ohne dich (Mauvaise foi)
- 2008: Das Mädchen aus Monaco (La fille de Monaco)
- 2008: Go Fast
- 2009: Der Pflichtverteidiger (Commis d’office)
- 2010: Hors-la-loi
- 2010: Quartett D’Amour – Liebe, wen du willst (Happy Few)
- 2010: Point Blank – Aus kurzer Distanz (À bout portant)
- 2012: Une nuit
- 2012: The Cold Light of Day
- 2012: Mains armées
- 2012: Just Like a Woman (Fernsehfilm)
- 2013: Intersections
- 2013: Giraffada
- 2014: Bird People
- 2014: On a failli être amies
- 2014: Bodybuilder
- 2014: La rançon de la gloire
- 2015: Alaska
- 2016: Monsieur Chocolat (Chocolat)
- 2017: Gegen die Flammen (Les hommes du feu)
- 2018: Le jeu
- 2018: Ma fille
- 2018: Aux animaux la guerre (Fernsehserie, sechs Folgen)
- 2019: Les sauvages (Miniserie)
- 2019: Im Schatten von Roubaix (Roubaix, une lumière)
- 2019: Persona non grata
- 2019: La fille au bracelet
- 2021: Madame Claude
- 2021: Enthüllung einer Staatsaffäre (Enquête sur un scandale d’État)
- 2022: Verkehrte Welt (L’innocent)
- 2022: Les enfants des autres
- 2022: Les miens
- 2023: Duell der Besten (Une affaire d’honneur)
- 2024: Elyas – A Mission Without Mercy
- 2024: Winter in Sokcho (Hiver à Sokcho)

Als Regisseur und Drehbuchautor
- 2006: Keine Lüge ohne dich (Mauvaise foi)
- 2011: Omar – Ein Justizskandal (Omar m’a tuer)
- 2014: Bodybuilder
- 2016: Monsieur Chocolat (Chocolat)
- 2019: Persona non grata
- 2022: Les miens

## Theaterauftritte (Auswahl)
- 1992: Lysistrata von Aristophanes – Regie: Marie Voisin
- 1992: Scapins Streiche (Les fourberies de Scapin) von Molière – Regie: Bernard Beuvelot
- 1992: Hall de nuit von Chantal Akerman – Regie: Camilla Saraceni; Théâtre de la Bastille
- 2002–2003: Ein Wintermärchen (The Winters Tale) von William Shakespeare – Regie: Pierre Pradinas; Théâtre Firmin-Gémier, Théâtre de l’Union, Théâtre de la Tempête
- 2020: Betrogen (Betrayal) von Harold Pinter – Regie: Michel Fau; Théâtre de la Madeleine

## Auszeichnungen (Auswahl)
César
- 2000: Nominierung in der Kategorie Bester Nebendarsteller für Alles für die Firma
- 2006: Nominierung in der Kategorie Bester Nebendarsteller für Eine fatale Entscheidung
- 2007: Nominierung in der Kategorie Bestes Erstlingswerk für Keine Lüge ohne dich
- 2009: Nominierung in der Kategorie Bester Nebendarsteller für Das Mädchen aus Monaco
- 2012: Nominierung in der Kategorie Bestes adaptiertes Drehbuch zusammen mit Olivier Gorce, Rachid Bouchareb und Olivier Lorelle für Omar – Ein Justizskandal
- 2020: Bester Hauptdarsteller für Im Schatten von Roubaix
- 2023: Nominierung in der Kategorie Bester Nebendarsteller für L’Innocent

Étoile d’Or
- 2007: Bestes Erstlingswerk für Keine Lüge ohne dich

Globe de Cristal
- 2007: Nominierung in der Kategorie Bester Darsteller für Keine Lüge ohne dich
- 2009: Nominierung in der Kategorie Bester Darsteller für Das Mädchen aus Monaco
- 2017: Bester Film für Monsieur Chocolat

Prix Lumières
- 2020: Bester Darsteller für Im Schatten von Roubaix

Internationale Filmfestspiele von Cannes
- 2006: Preis in der Kategorie Bester Darsteller bzw. für das männliche Ensemble für Tage des Ruhms

Internationale Filmfestspiele von Venedig
- 2022: Nominierung für den Goldenen Löwen für Les miens

Weitere
- 2007: Chevalier de l’Ordre national du Mérite (Ritterkreuz des nationalen Verdienstordens)[4]
- 2016: Commandeur de l’Ordre du Ouissam Al Moukafâa Al Wataniya (Komtur des nationalen marokkanischen Verdienstordens)[5]